# Igelsee
Igelsee är en sjö i Österrike.   Den ligger i förbundslandet Tyrolen, i den västra delen av landet, 400 km väster om huvudstaden Wien. Igelsee ligger 1 535 meter över havet.
Trakten runt Igelsee består i huvudsak av gräsmarker. Runt Igelsee är det ganska tätbefolkat, med 80 invånare per kvadratkilometer.